# Rondo Czterdziestolatka w Warszawie
Rondo Czterdziestolatka – warszawskie rondo położone na granicy Śródmieścia, Ochoty i Woli.
Rondo jest węzłem komunikacyjnym, przez który przebiegają linie autobusowe i tramwajowe. Nazwę, nawiązującą do serialowego Czterdziestolatka, nadano w roku 2014.

## Układ
Rondo położone jest na styku ulic:
- od północy: aleja Jana Pawła II;
- od wschodu: Aleje Jerozolimskie;

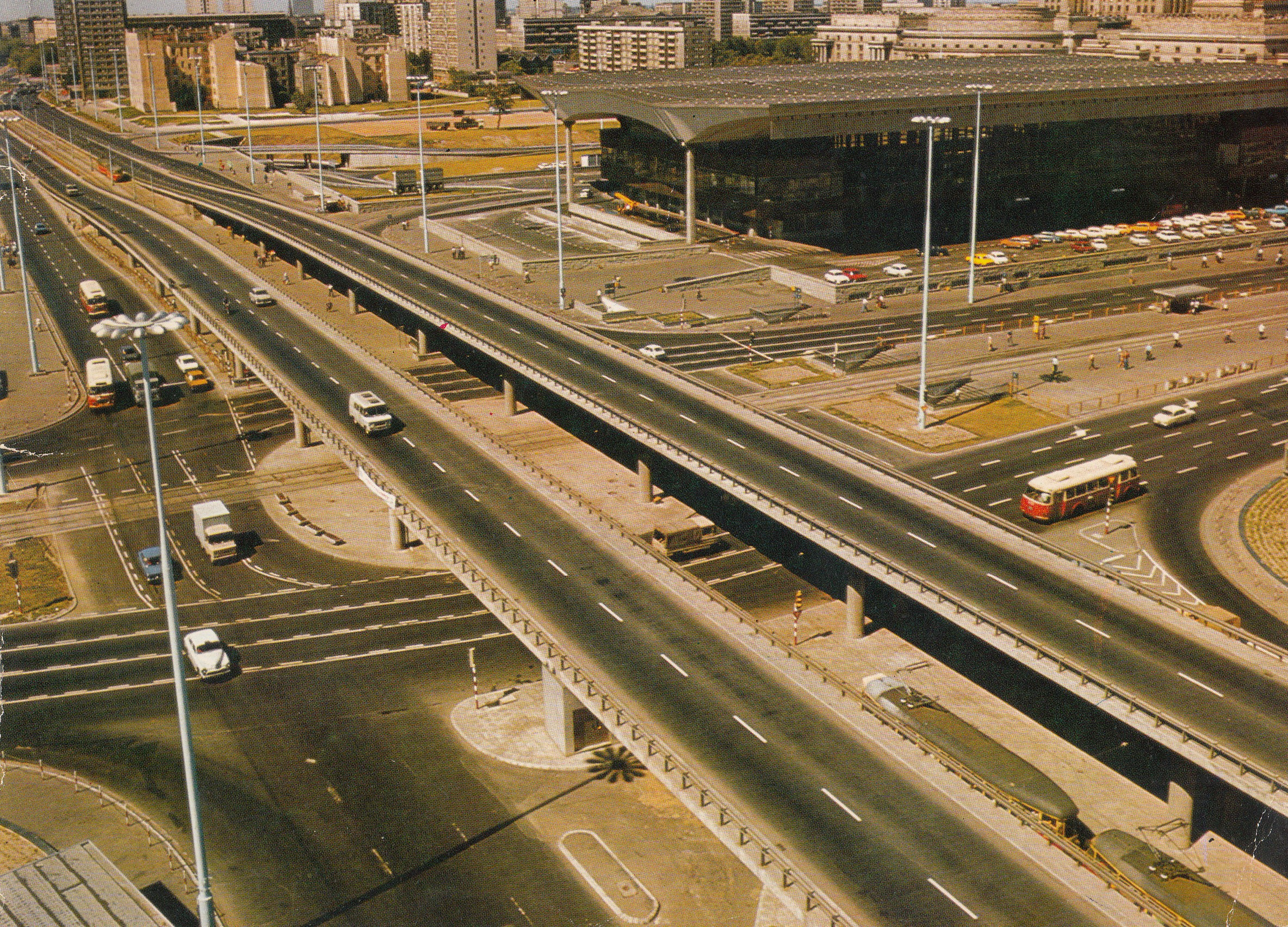
Skrzyżowanie Alej Jerozolimskich, ul. Chałubińskiego i ul. Marchlewskiego (obecnie al. Jana Pawła II) − przyszłe rondo Czterdziestolatka − w drugiej połowie lat 70. XX wieku

- od południa ulica Tytusa Chałubińskiego;
- od zachodu Aleje Jerozolimskie.

Jest to rondo czterowlotowe, z wyspą centralną. Wyspa przecięta jest torami tramwajowymi zarówno w osi północ-południe, jak i wschód-zachód. Wszystkie ulice w miejscu wlotu na rondo są dwujezdniowe. Dodatkowo nad rondem znajdują się estakady umożliwiające bezkolizyjny przejazd w osi północ–południe. Do przebudowy w 2020 ruch pieszy w całości odbywał się poprzez przejścia podziemne.

## Przebudowa ronda
Część mieszkańców Warszawy i lokalnych organizacji zgłosiła postulaty wytyczenia na rondzie przejść dla pieszych. Na początku marca 2020 Zarząd Dróg Miejskich poinformował, że do przetargu na przebudowę ronda zgłosiły się cztery firmy. Jako możliwy termin zakończenia prac podano listopad 2020. Pod koniec marca wybrano wykonawcę prac i zapowiedziano ich rozpoczęcie na przełomie kwietnia i maja 2020. W grudniu ogłoszono zakończenie przebudowy, w ramach której powstały m.in. dwa przejścia dla pieszych − po północnej i zachodniej stronie ronda.

## Ważniejsze obiekty
- Warszawa Śródmieście WKD
- Warszawa Centralna
- Central Tower
- Centrum LIM